# Oxytropis anertii
Oxytropis anertii är en ärtväxtart som beskrevs av Takenoshin Nakai. Oxytropis anertii ingår i släktet klovedlar, och familjen ärtväxter.

## Underarter
Arten delas in i följande underarter:
- O. a. albiflora
- O. a. anertii